# Saskia Schippmann
Saskia Schippmann (* 7. Juni 1993 in Elmshorn) ist eine deutsche Fußballspielerin.

## Karriere
Schippmann startete ihre Karriere beim Heidgraberner SV. Im März 2007 verließ sie ihren Heimatverein und ging zum Hamburger SV. Schippmann spielte ihr Bundesliga-Debüt am 9. Mai 2010, im Alter von 16 Jahren und 350 Tagen, gegen die Tennis Borussia Berlin. Am 10. Juni 2010 rückte sie permanent in die Seniorenmannschaft auf und unterschrieb ihren ersten Profi-Vertrag beim Bundesligisten Hamburger SV. Sie spielte zwei Mal in der Bundesliga und ist nach der Zwangsrelegation aus der Bundesliga des HSV, im Jahr 2011 Stammtorhüterin in der Regionalliga Nord. Nachdem sie in der ersten Saisonhälfte der Saison 2014/2015 zu 3 Einsätzen gekommen war, löste Schippmann ihren Vertrag auf und wechselte zum FC Union Tornesch.

## Erfolge
- 2014: Hamburger Fußball-Hallenmasters der Frauen[9]